# Vol battu

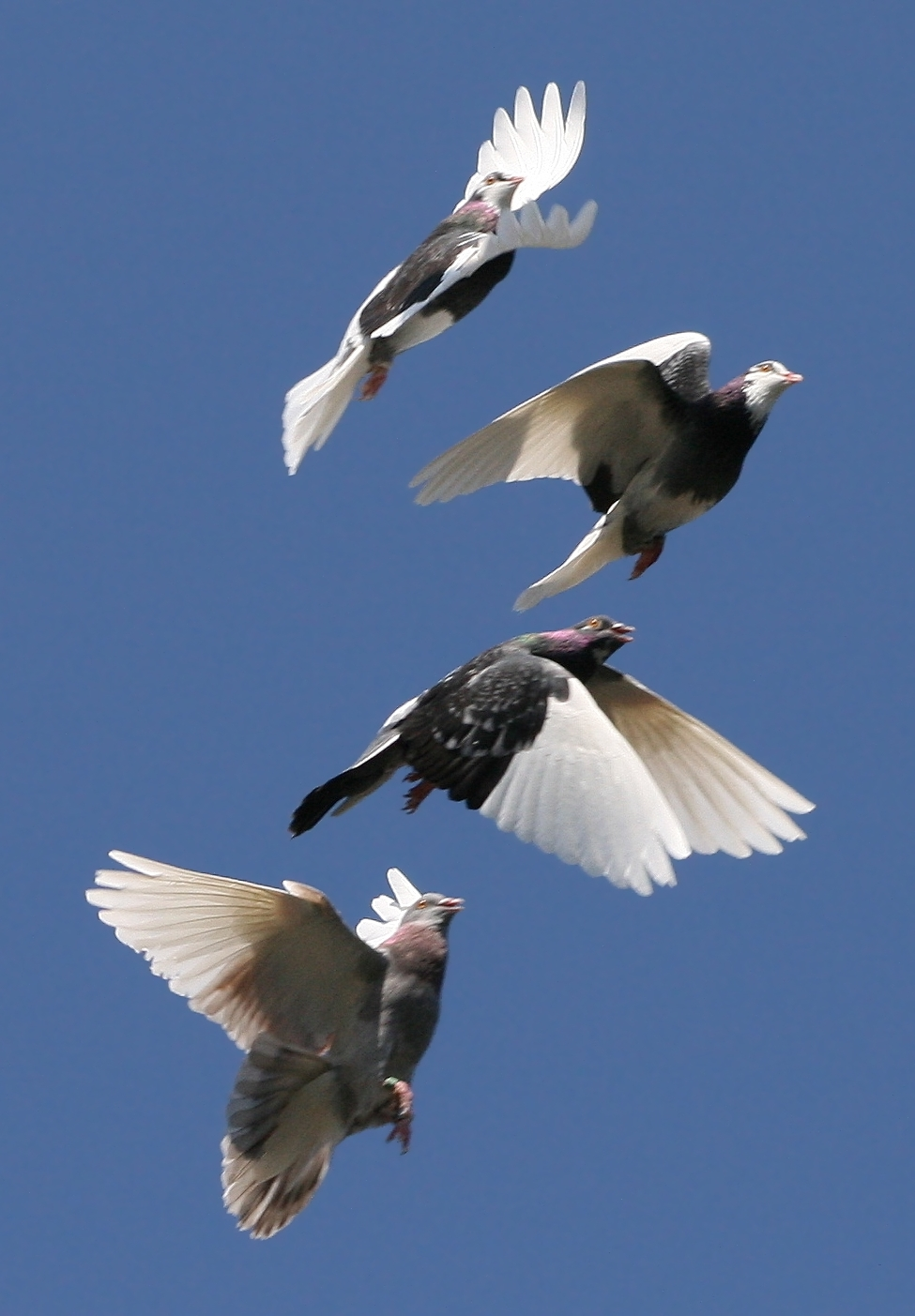
Une volée de quatre pigeons bisets, chacun dans une position différente de ses ailes, lors d'un vol battu.

Le vol battu (aussi appelé battant, soutenu ou ramé) est, pour un animal doté d'ailes, l'action de voler par le biais d'un battement répété de ses ailes. Le vol battu déroule une succession de mouvements des ailes dont le principal et plus puissant est l'abaissement simultané des ailes par paire depuis l'apex du mouvement jusqu'à son nadir. C'est cet abaissement rapide qui donne l'impression que l'animal « frappe » l'air sous ses ailes, qu'il le « bat », d'où l'appellation.
Le reste des mouvements peut varier selon les clades, mais comprend généralement deux à trois phases avant le retour à l'apex :
- en trois phases : les ailes pivotent dans un plan perpendiculaire à celui du corps puis remontent jusqu'à l'apex pour pivoter à nouveau dans un plan parallèle au corps (ex. : cas des hyménoptères) ;
- en deux phases : les ailes sont plus ou moins rétractées dans un premier mouvement arrière jusqu'à dépasser le niveau des épaules, puis dans un second mouvement arrière elles sont étendues jusqu'à l'apex (ex. : vol des corvidés).

Le battement des ailes engendre une dépression de l'air situé sous la partie antéro-postérieure du corps de l'animal, dépression qui engendre à son tour la portance nécessaire au vol soutenu. De nombreux insectes (tels que les hyménoptères ou les papillons), certains mammifères (tels que les chauves-souris) et la plupart des oiseaux pratiquent le vol battu.
Contrairement au vol plané, le vol battu nécessite une musculation complexe pour arriver à battre des ailes, ce qui permet à l'animal d’accélérer et de monter de son plein gré. Une mouche ou un corbeau, par exemple, peuvent, s'ils le souhaitent, décoller du sol, voler et finalement se poser sur un endroit plus haut situé, tel qu'une branche d'arbre ou le haut d'un clocher. Il arrive parfois que des exocets, des poissons, grâce à un puissant battement des nageoires soient capables de s'extraire de la surface de la mer et de planer, atterrissant accidentellement sur le pont de bateaux au franc-bord relativement bas, surtout lors d'un violent coup de vent.

## Origine du vol battu chez les oiseaux
Les oiseaux descendent d'une des nombreuses branches de dinosaures à plumes dont les membres antérieurs avaient évolué en ailes. La plupart de ces derniers pratiquait le vol plané. Quelques-uns passèrent au vol battu dont l'un, au moins, donna naissance aux premiers oiseaux. Le passage du vol plané au vol battu ne fut possible que par l'acquisition d'un bréchet, une extension du sternum, permettant l'insertion sur les faces importantes, gauche et droite, de cet os des puissants muscles pectoraux et supra-coracoïdiens, jadis regroupés sous le nom de « muscles alaires ». Sans bréchet, certains oiseaux actuels tels les Struthioniformes, les Kiwis ou les Kakapos (un Psittacidae), sont incapables de voler.